# Anders Colsefni
Anders Colsefni, de son vrai nom Andrew Rouw, né le 15 avril 1972 à Des Moines (Iowa, États-Unis) est un musicien américain, connu pour être l'ancien chanteur et batteur du groupe de metal Slipknot.

## Biographie
Anders commença la batterie à l'âge de 8 ans, dans la ville de Des Moines (Iowa, États-Unis). Il occupa par la suite la place de batteur dans deux groupes, VeXX (1989-1991) et Inveigh Catharsis (1991-1993). Il fut ensuite le chanteur du groupe Body Pit de 1993 à 1995. 
En 1995, il décida avec Shawn Crahan et Paul Gray, deux amis et musiciens, de former un nouveau groupe : Slipknot.
Le groupe enregistra l'album auto-produit Mate. Feed. Kill. Repeat. où Anders chante. Le groupe recruta Corey Taylor au poste de chanteur, Anders se vit ainsi confier les back vocals. À la fin d'un concert en 1997, Anders annonça son départ du groupe, se trouvant mis en retrait.
Il intégrera encore deux groupes, Painface (1998-2001) et On A Pale Horse (2001-2003).
Son nom est souvent mal orthographié Colsefini.